# Endless Ocean
Endless Ocean es un videojuego desarrollado por Arika y publicado por Nintendo para la videoconsola Wii. En 2009 fue lanzada la secuela Endless Ocean 2: Aventuras bajo el mar.

## Jugabilidad
El jugador es un submarinista que ayuda a una científica llamada Catherine Sunday, ya que esta no sabe nadar. En el juego, el jugador tiene que rellenar un acuario de peces de la región, así como hacer de guía para buceadores inexpertos. Buceas en el mar del oeste de la isla ficticia de Manaurai, ubicada en el Océano Pacífico Sur.